# ホースヘッド (ニューヨーク州)

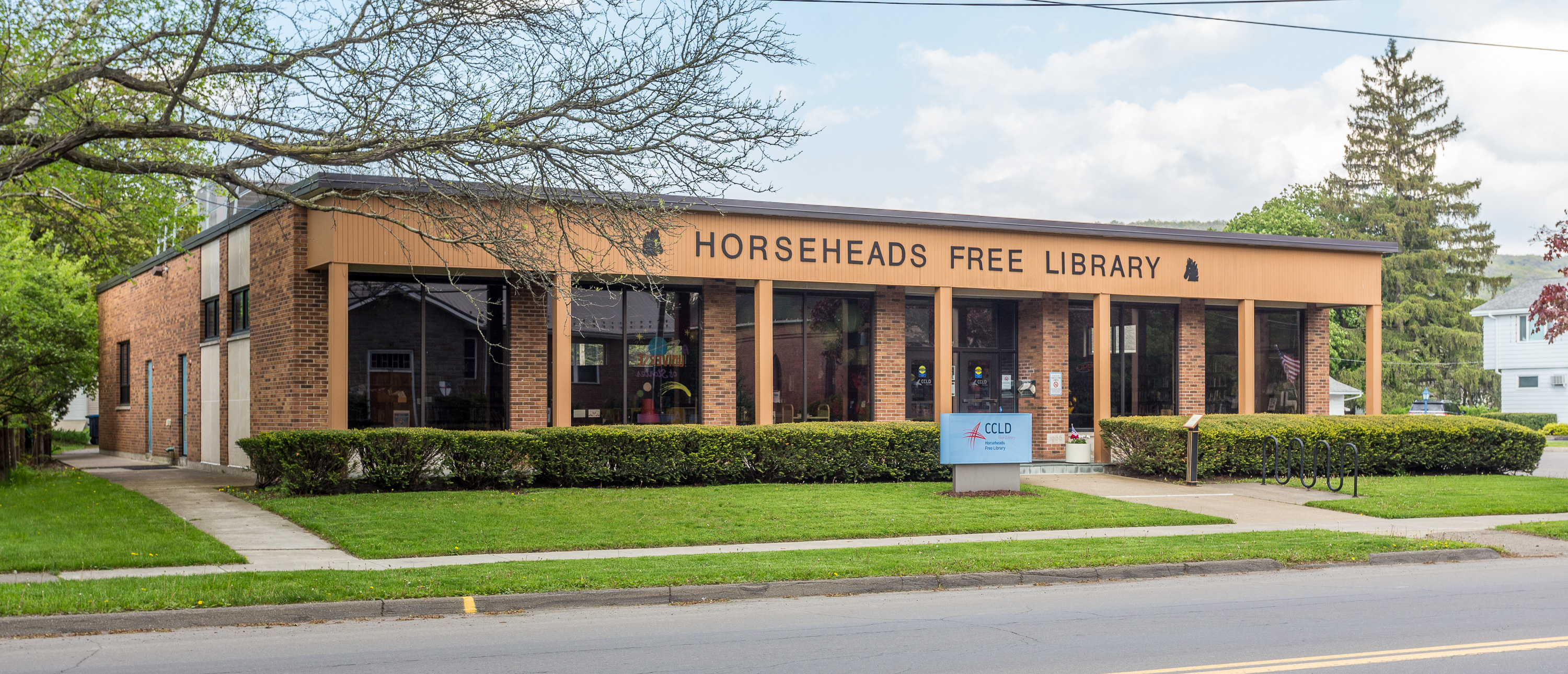
ホースヘッズ町立図書館

ホースヘッズ（英: Horseheads）はアメリカ合衆国ニューヨーク州シェマング郡の自治都市 (ニューヨーク州)である。国勢調査によると人口は1万9485人（2010年時点）。町名はかつて域内で雨ざらしの馬の頭蓋骨がたくさん見つかったことにちなむ。
エルマイラ市に北接し、エルマイラ大都市統計地域に属する。同名のホースヘッズ村を含む。

## 歴史
1779年9月1日、ジョージ・ワシントン将軍の命を受けたジョン・サリバン将軍はイロコイを追い、北へ720kmの遠征を行った。樹木が茂る荒野をわたったサリバン隊はペンシルベニア州イーストンから同州ワイオミングへ、さらにサスケハナ川に沿ってさかのぼると、ニュータウン（エルマイラ）に至る。現在「ホースヘッズ」と呼ばれる土地を通り、フィンガーレイクス地域まで北進すると西に向かい、ジェネセオに入る。すでに弱体化していたイロコイは追撃に持ちこたえられず、サリバン隊は勝利を挙げると同じ経路をたどって帰路についた。
旅はじつに厳しく、乗馬や荷役の動物は次つぎに弱っていき、兵には食糧が充分に行き渡らなくなった。リード砦の北およそ10km地点に至った1779年9月24日、隊はとうとう衰弱した乗馬やけがをした荷役馬をまとめて処分するほかなくなった。残された死体はおびただしいため人目を引き、この地域に先住していたイロコイの人々は頭骨を集めると街道沿いに一列に並べ、やがて一帯を自分たちの言葉で「馬の頭骨の谷」と呼びはじめた。現在の地名は、その名前を英語に移したものである。
最初の入植者は1787年前後にこの地域に到着し、郡内初の定住地の一つを作っていく。ホースヘッズ町は1835年エルマイラとシェマング町（当時）からそれぞれ土地を分割して形成された。現在のホースヘッズ村は旧称を「フェアポート」といい、村として法人化した1837年にホースヘッズ町から分立した。

### 1862年の火
1862年8月14日付地元新聞『エルマイラ・ガゼット』紙面より転記する。
「ホースヘッズで大火猛威を振るう—村の商工業分野ほぼ壊滅—資産の損壊甚大—被害総額は推計10万ドルか」
「昨夜、当村と姉妹関係にあるホースヘッズ村は、記録に残る限り最も恐ろしい大火に見舞われた。村の商工業地区はまるごと廃墟と化し、どれほどの資産を損失したか計り知れない。火災は劫火と化し、村民の心を踏みにじり財産を食いつくし、ホテルやホール、通りの一画、店も小店も住居なども飲み込まれた。残されたのは延々と広がるまっ黒な瓦礫ばかりである。 –村で唯一、ウィテカー・マクドナルド屋のみ焼失を免れた。
「1時前後に出火、火元はレイモンド厩舎（チャーチ通りとフランクリン通り角）、またはコルウェルズホテルに隣接する納屋の1つと見られる。ホースヘッズには消防車の配備がなかったことからバケツリレーによる消火活動を試みたが、火勢に太刀打ちできるものではなかった。結果として炎は建物づたいに飛び火してフランクリン通りの東側に延焼、賃借人S・ランドールが営む靴店が入居するコンフォート・ベネット閣下所有の建物を破壊。閣下の損失額は推定1000ドルだが、すでに公に伝わるとおり保険にはかかっていなかった。ランドールの損失資産はおよそ400ドルとのこと。
「この村（エルマイラ）とホースヘッズ間の駅馬車業を営むレイモンドは、自宅ばかりか納屋と挽き馬を焼失-被害総額約1万3500ドル相当という。ランドール靴店から東の全焼した建物は次のとおり。S・H・マクスウェル、店舗、被害額1200ドル、保険額800ドル。ウィリアム・レイノルズ（エルマイラ在住）賃貸用店舗2軒、推計被害額1500ドル。その2軒のうち1軒の借家人ウィリアム・T・カーペンターの食料品店は被害総額1000ドル、保険額400 - 500ドル。もう1軒の借家人J・S・ハンフリーの書店兼文具店は店舗内に郵便局を置き、書籍、紙製品や便箋その他の一部は被災を免れた。
「総損失額はおそらく10万ドル超と見込まれるものの、保険の補償対象はわずか1万5000ドル相当しかないという。村と周辺にとって深刻な打撃である」。

### 第二次世界大戦
ホースヘッズの北部を占めるホールディング・ポイントにはかつて連邦政府の軍事施設があった。軍の備品の調達と保管をする後方基地で、ホールディング・ポイント（営繕廠）、リコンサインメント・ポイント（補給廠）とも呼ばれた。陸軍輸送科兵士30名と民間人500名でおよそ700エーカー (2.8 km2) の施設を管理し、年間予算は800万ドル超であった。1944年夏、近隣のヴァン・イータンの旧CCC基地から労働力としてドイツ人捕虜を同地に移送したが労務使役の期間は短く、入れ替わりにイタリア軍人奉仕隊2カ所から兵士約400人が到着した。

## 地理
アメリカ合衆国国勢調査局の統計では町の総面積は93 km2（約36 mi2）、内訳は陸域92.2 km2（35.6 mi2）、水域は0.8 km2（3.1 mi2） で総面積の0.87％に相当する。
町の中心を流れるニュータウン・クリーク川はシェマング川の支流で西に流れたのち南下する。当町はニューヨーク州のサザン・タイア地域にあり、東西方向の主要な高速道路はサザン・タイア高速道路という。州間高速道路86号からニューヨーク州道17号へ乗り入れ、出口の52番、53番、54番を利用できる。南北の幹線道路はニューヨーク州道13号（NY_13）と同14号（NY 14）。当町の東に同223号（NY 223）の西端がある 。

## 人口統計
2000年の国勢調査によると町民は1万9561人、7960世帯5253家族が住んでいた。人口密度は1km2あたり210.6人（545.5人/mi2）であった。住宅戸数8350軒の分布を見ると、平均密度は1平方kmあたり89.9軒（232.8軒/mi2）である。町民の人種構成は白人95.89％、黒人ないしはアフリカ系アメリカ人1.29％、アメリカ先住民0.12％、アジア系1.53％、太平洋諸島民0.01％、その他の人種0.20％、0.96％が混血であった。ヒスパニックまたはラテン系は人口の0.74％を占める。
世帯数は7960世帯で、そのうち29.8％が18歳未満の子供と同居、51.3％が夫婦同居、11.3％が夫のいない女性世帯主、家族以外の同居は34.0％であった。全世帯の28.4％は単身世帯で、13.5％は65歳以上の独居高齢者が占める。世帯平均人数は2.38人であり、家族世帯は平均2.93人である。
町民の年齢分布を見ると中央値は41歳である。年齢層別に18歳未満が23.4％、18歳から24歳が6.7％、25歳から44歳が26.9％、45歳から64歳が23.2％、65歳以上が19.7％であった。女性100人に対して男性は87.1人、18歳以上の女性100人に対して男性は84.0人であった。
全世帯収入の中央値は3万7444ドルで、戸別収入の中央値は4万6827ドル。男性の収入の中央値3万6546ドルに対して、女性の値は2万4197ドル、一人当たり収入は1万9795ドル。また全家族のおよそ5.6％、総人口の8.3％が貧困線以下にあり、18歳未満の9.5％と65歳以上の7.6％を含む。

## 交通機関
交通史を振り返るとき、エルマイラ–セネカ湖鉄道は1900年6月19日にセネカ湖- ホースヘッズ間が開通している。かつて町にはシェマング運河が通っていた。
道路網として当村から州間高速道路86号線かNY-17号経由で南東のエルマイラとエルマイラハイツ、西のコーニングと結ばれる。北はNY-14号経由でワトキンス・グレンと、またNY-13号経由でイサカ方面と接続。空路はニューヨーク州ビッグフラッツにある最寄りのエルマイラ・コーニング空港を利用でき、空港バスはシートラン（C-Tran）が運行する。

## 姉妹都市プログラム
1990年に当村は栃木県旧馬頭町と町名をゆかりに姉妹都市提携をかわした（馬頭は英語でHorse heads）。同町は2005年に小川町と合併して那珂川町と改称後も姉妹都市の称号は継承され、学生と成人の代表を交換、那珂川町からの派遣は300人を超えている（2013年6月時点）。

## 各地区と集落
- ブリーズポート（Breesport）–アザライア・ブリーズという入植者にちなんで名付けられた集落。町の東側、NY-223号沿線。
- ホースヘッズ村（Horseheads Village）–同名の村はエルマイラ町管轄でその北部、NY-17号沿いにある。
- エルマイラハイツ（Elmira Heights）–エルマイラ町管轄でその北郊の村。面積のほとんどはホースヘッズ町内の飛び地。
- エルマイラハイツ・ノース
- （Elmira Heights North）–エルマイラの郊外。
- オーチャード・ノール（Orchard Knoll）–ホースヘッズ村の南東、郡道51号沿いの集落。
- オーミストン（Ormiston） –ブリーズポートの南にある。
- スラブタウン（Slabtown）– NY-13号とNY-14号の中間で町道の北側に位置する。